# Динос

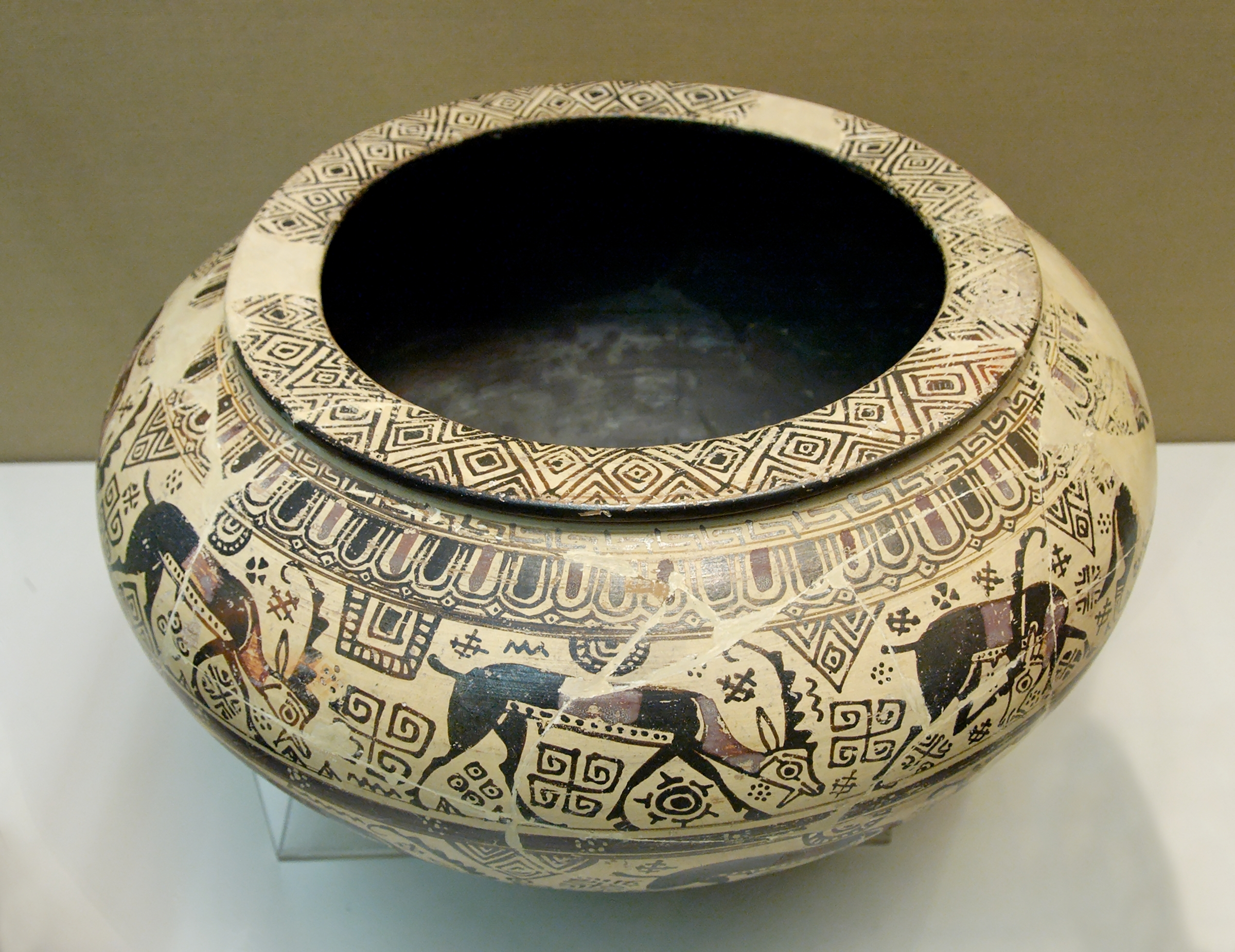
Динос, теракота, острів Родос, 625—600 до н. е.

Ди́нос (грец. δινος) — давньогрецька велика посудина із напівкруглим корпусом, керамічна або металева. Здебільшого динос встановлювався на майстерно виконану підставку. Як і кратери, диноси використовувалися для змішування вина з водою.